# 詩経
『詩経』（しきょう、旧字体：詩經、拼音: Shījīng）は、全305篇からなる中国最古の詩篇。儒教の経典である経書の一つに数えられる。 先秦時代には単に「詩」と呼称されたが、後漢以降、毛氏の伝えた『詩経』のテキスト・解釈が盛行したため、「毛詩」という名で呼ばれるようになった。宋代以降に経典としての尊称から『詩経』の名前が生まれた。
中国においては、古代から『詩経』と『書経』は「詩書」として並び称され、儒家の経典として大きな権威を持った。中国の支配層を形成する士大夫層の基本的な教養として、漢代から近世に至るまでさまざまに学ばれ、さまざまな解釈が生まれた。一方、経典として扱われる以前の『詩経』が、どのような環境で生み出され、いかなる人々の間で伝承され、元来いかなる性格の詩集であったのか、といった事柄には多くの学説があり、はっきりとした定論はない。

## 成立
『詩経』に収められている詩は、西周の初期（紀元前11世紀）から東周の初期（紀元前7世紀）の頃に作られたものであり、特に周の東遷前後のものが多いとされている。原作者は、男・女、農民・貴族・兵士・猟師といった幅広い人々であるとされる。その成立時期はギリシアのホメーロス『イーリアス』『オデュッセイア』と並んで古いものであり、特に個人・集団の叙情詩としては世界最古のものであるといえる。
もとは口承で伝播していたが、春秋時代前期に書きとめられて成書化したとされる。『詩経』に収められた作品のうち下限を示すものとして挙げられるのは、国風・秦風の「黄鳥」であり、これは紀元前621年の秦の穆公の葬儀を歌ったものとされている。これらの詩は周代から春秋時代にかけて音楽にのせて歌い継がれ、地域を超えて広く伝播していた。
『詩経』が成書化するに至った経緯には諸説がある。伝統的な説として、『漢書』芸文志には、周のはじめには「采詩の官」という役人がいて、土地土地の歌謡を採取して皇帝に献上し、皇帝はその歌謡を見て各地の風俗や政治の状況を知り、統治に役立てたという説がある。ただ、どれほど事実に即しているのかは定かではなく、崔述や青木正児は儒家が漢代の楽官から類推して作り上げた空想であるとしている。また『史記』孔子世家には、もともと三千以上存在した詩から、孔子が善きものを選び取って現行の三百五篇に編纂したとする説があり、これを「孔子刪定説」と呼ぶ。この説は『史記』にしか載っていないものであり、これにも古くから異議が唱えられている。
結局のところ『詩経』の詳細な成立過程は不明であるが、『春秋左氏伝』には紀元前544年に季札が『詩経』各篇を賛美した言葉が伝えられており、その篇の順序が現行本と概ね一致していることから、春秋時代後期には現行本に似た形の『詩経』が成立していたと考えられる。また、『荀子』には風・雅・頌などの名称が出ており、戦国時代に現行本と近い『詩経』が存在したことも分かる。
また、同時代的な出土資料としては、1990年代に発見された戦国時代の竹簡（上博楚簡や郭店楚簡）のなかに、『詩経』を部分的に引用した竹簡や、『詩経』の詩を解説した竹簡がある。2015年には、安徽大学が戦国時代の竹簡を入手したが（安大簡）、これは『詩経』のうちの「国風」の部分を含んだものであった。

### 三家詩
漢代に入ると、学官・博士の制度が定められ、経書の研究が盛んになった。この頃、『詩経』のテキストとその解釈には大きく三種の系統が存在しており、これを「三家詩」と総称する。
魯詩魯国で伝えられてきた解釈で、申培（文帝の時期の博士）によって学官に立てられた。申培は浮丘伯の弟子で、浮丘伯は荀子の弟子である。申培の弟子には周覇・夏寛・魯賜らがいる。西晋の頃に亡び、現存しない。
斉詩斉国で伝えられてきた解釈で、轅固（景帝の時期の博士）によって学官に立てられた。夏侯始昌によって盛んになり、翼奉・匡衡らの時に最も隆盛であった。三国魏の頃に亡び、現存しない。
韓詩魯国で伝えられてきた解釈で、韓嬰（文帝の時期の博士）によって学官に立てられた。三家詩の中では長く伝えられ、北宋の頃まではその本が伝えられていた。また、その説話集である『韓詩外伝』は現存する。これも荀子系統の学を引いているとされる。
以上の「三家詩」は、漢代の博士によって脈々と伝えられたテキストに基づいており、漢代通行の字体である「今文」で伝承されていた。前漢の書籍を記録した『漢書』芸文志には、魯詩として「魯故二十五巻」「魯説二十八巻」など、斉詩として「斉后氏故二十巻」「斉孫氏故二十七巻」「斉后氏伝三十九巻」など、韓詩として「韓故三十六巻」「韓内伝四巻」「韓外伝六巻」などが記録されている。ただし、いずれも現代は亡んでおり、唯一『韓詩外伝』のみが伝わる。

### 毛詩
一方、今文で書かれていた「三家詩」とは別に、河間献王劉徳が古書を収集した際、秦代以前の古い字体である「古文」で書かれたテキストが発見された。これは荀子から魯の毛亨に伝えられたものであった。劉徳は毛萇を博士とし、これも『詩経』のテキスト・解釈として用いられるようになった。この古文系統の『詩経』のテキストおよび毛氏の解釈を『毛詩』という。
『毛詩』には、詩の本文に加えて、毛氏の解釈を伝える「毛伝」ならびにそれぞれの詩の大意を記した「詩序」（大序・小序）が附されていた。「詩序」の作者は諸説あり、『後漢書』は衛宏の作であるとし、『隋書』は子夏が作り毛氏・衛宏が潤色したとする。
その後、『毛詩』は前漢の間は貫長卿・解延年・徐敖・陳俠・謝曼卿を通して伝えられた。後漢に入り古文学が盛んになると、衛宏・徐巡・賈逵・鄭衆らを通して伝えられ、馬融は『毛詩』に注釈を附し、さらにその弟子の鄭玄が『毛詩』に「箋」と呼ばれる注釈を作った（鄭箋）。『毛詩』と鄭箋は、唐代の『五経正義』に採用されて主流のテキスト・解釈となった。

## 構成

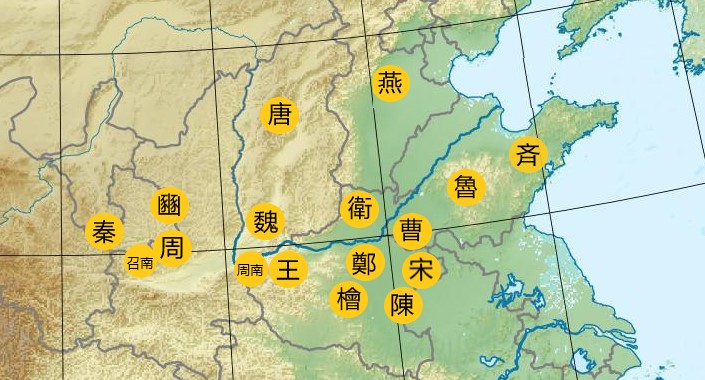
『詩経』の十五の国風の所在地。周南・召南の場所は諸説ある。

『詩経』には合計311篇の詩が収められているが、このうち6篇は題名だけで本文は伝わっていない。それぞれの詩のタイトルは、多くの場合は最初の句から数文字（多くは二字）を選んでそのまま題名にしたものであり、内容を要約したものではない。これら311篇の詩は、「風」「雅」「頌」の三つの区分の下に収録されている。
風「国風」とも。各国の民間で歌われた詩で、国ごとに十五に分けられている。計160篇。周南・召南（周公・召公の封地の詩。場所は諸説ある）、邶風・鄘風・衛風（内容は全て衛風、衛国の詩）、王風（東周の都を中心とする詩）、鄭風（鄭の詩）、斉風、魏風、唐風、秦風、陳風、檜風、曹風、豳風（周の先祖公劉以下の故地の豳）の15に区分される。
雅中央朝廷の正しい音楽。「小雅」（31篇）と「大雅」（105篇）に分かれる。「大雅」が周王朝の朝廷・宗廟に用いる詩であるのに対し、「小雅」は上下を通じて用いられる詩で、政事の大小・道徳の存否・辞気の厚薄・成立の豊薄に相違があるとされる。「雅」は「正」の意味で正楽の歌を指すとする説と、「夏」の意味で中国中原から生まれた歌であることを示すとする説などがある。小雅・大雅では十篇ごとを一組としてその最初の詩の名前を冠して「〇〇之什」として区分されている。小雅は鹿鳴之什・南有嘉魚之什・鴻鴈之什・節南山之什・谷風之什・甫田之什・魚藻之什、大雅は文王之什・生民之什・蕩之什に分かれる。
頌朱熹は「宗廟之楽歌」と述べており、宗廟で祖先の功業を褒めたたえるための歌舞をともなう詩のこと。「頌」という言葉は、「褒め歌」の意味であるという説と、舞いの様子を表したものとする説がある。頌は、周頌・魯頌・商頌に分かれ、周頌は清廟之什・臣工之什・閔予小子之什の三つに分かれる。
松本雅明は、シンプルな畳詠体が多い国風が最も古く、雅・頌がこれに次いで成立したと主張するが、これに対して白川静は、風・雅・頌ではそれぞれ伝承過程が異なるため単純な比較はできないと述べている。小南一郎は、梁啓超の説を踏まえて、韻を踏まず、また章分けも存在しない「周頌」の作品群が最古であり、次いで雅・風が成立したと主張している。
なお、このうち「周南」「召南」を「南」（二南）として国風から独立させる分け方もあり、これは宋代の儒者が唱え始めた。この「南」の意味は、文王の教化が南へ向かうことを表すとする説（毛詩）と、詩体の一種とする説（朱熹）、楽歌・楽舞と結びついた楽体とする説（鄭樵・程大昌）、「南」は「男」の意味とし爵位を表すとする説（牟庭）などがある。

## 形式
『詩経』に収められている詩は、基本的に四字句を取り、単調で素朴なリズムを奏でる。この四字句は基本的には二字＋二字の形を取る。
「周頌」を除けば、どれも数章からなっていて、国風で長いものは豳風「七月」の8章（各章11句）、雅で長いものは大雅「桑柔」の16章（合計120句）といった例がある。全体の傾向としては、国風は短めで、3章で各章4句、2章で各章6句といった作例が多い。雅になると長篇も多く、章の句数が前後で変わる者も多い。小雅「正月」は前8章が各8句、後5章が各6句である。また、大雅には「大明」のように6句と8句が交互に入り混じる形、「生民」のように10句と8句が入り混じる形も見られる。

### 押韻
『詩経』の詩には「押韻」が見られるが、『詩経』の段階では押韻の位置が固定化していないため、どの字が押韻しているのか特定することは容易ではない。『詩経』の押韻の一例は以下である。
- 鄘風・柏舟「汎彼柏舟、在彼中河、髧彼両髦、実維我儀」 - 一句の起首に韻を用いる例[42]。
- 鄘風・蝃蝀「蝃蝀在東」、小雅・賓之初筵「有壬有林」 - 中間に韻を用いる例[42]。
- 周南・巻耳「采采巻耳、不盈頃筐。嗟我懐人、寘彼周行。」 - 偶数句末に韻を用いる例[42]。

『詩経』の押韻は後世の規則に比べるとかなり緩やかではあるが、偶数句末の押韻といった後世の押韻法の類型はすでに現れている。特に「国風」の場合、一篇の詩の中で、前の章とほぼ同一の句が脚韻だけを差し替えて繰り返される形（畳詠体）を取るものが多い。
こうした『詩経』の押韻の解明は、清朝考証学の音韻学によって推し進められた。中国語の音は時代によって変化しており、『詩経』の押韻は上古音に従うため、現代の感覚では想像しがたい押韻の例も多い。以下がその例である。
- 周南・關雎「参差荇菜、左右采之、窈窕淑女、琴瑟友之」
この三字は古韻では同じ「之」部に属するが、「菜・采」と「友」は現代中国語音・中古音・日本語音のいずれで読んでも押韻しない[41]。
- 鄘風・載馳「我行其野、芃芃其麥、控于大邦、誰因誰極、大夫君子、無我有尤、百爾所思、不如我所之」
この六字も古韻では同じ「之」部に属するが、現代中国語音・中古音・日本語音から想像しても六字が同部であることは想像しがたい[41]。

なお、『詩経』の押韻例の一覧は、江声『詩経韻読』に整理されている。

#### 表現技法
『詩経』に用いられる表現技法としては、古来「賦」「比」「興」の三種が強調されてきた。
- 賦 - 直叙法[1][38]。
- 比 - 直喩法[1][38]。
- 興 - 初めにあることを述べ、その連想で次に来る主題を引き出す表現法[1]。隠喩の一種ともされる[38]。

「賦・比・興」の三種の表現技法と、先述した「風・雅・頌」の三つのスタイルは、『周礼』や『毛詩』大序などでは合わせて「詩の六義」と呼ばれている。
『詩経』の詩では、音声や容貌、状況を形容するときに二音の重ね型で示すことが多い。同じ音を二つ重ねる「重言」、最初の発声を同じくする字を二つ重ねる「双声」、尾音が同じ字を二つ重ねる「畳韻」の三種類がある。
- 重言 - 「関関雎鳩」「交交桑扈」「鼓鍾将将」「楚楚者茨」「戦戦兢兢」など
- 双声 - 「参差荇菜」「黽勉同心」など。
- 畳韻 - 「陟彼崔嵬」「我馬虺隤」など。

加えて、『詩経』の詩は「対句」の形式を用いることも多い。
- 王風・大車「谷則異室、死則同穴。」
- 小雅・南山有台「南山有台、北山有萊。」
- 大雅・既醉「既醉以酒、既飽以徳。」

## 内容

### テーマの分類
『詩経』の各作品のテーマは多岐に亘る上、その詩をどう解釈するかによっても変わってくる。聞一多は「婚姻」「家庭」「社会」の大きな三分類を試み、劉大傑は大きく「宗教的な頌詩」「宮廷の楽歌」「社会詩」「抒情歌曲」の四つに分類した。こうした諸家の説を整理し、洪湛侯は「祭祀詩」「頌祷詩」「史詩」「宴飲詩」「田狩詩」「戦争詩」「農事詩」「怨刺詩」「婚姻詩」「送別詩」「隠逸詩」「絶交詩」といったテーマの詩が『詩経』に含まれるとしている。

### 解釈
長い期間にわたって読まれ続けてきた『詩経』は、多くの人々によって異なる解釈が与えられてきた。ここでは、国風・邶風の「凱風」という詩を例として取り上げ、歴代の解釈の多様性を示す。「凱風」の本文と書き下し文は以下である。
この詩の伝統的な解釈として、詩序は、衛の国で淫奔な風気が流行し、七人の子のいる母であっても男に走ろうとしたため、孝行息子がそれを押しとどめ、この孝行を褒めたたえるものとする。朱熹もこれと同様の解釈をしている。また、三家詩では、継母に仕える孝行心と解釈したものもある。
近年の研究においては、たとえば聞一多は、「凱風」は「大風」で夫の暴虐のたとえ、「棘」は暴虐に苛まれる子供たちの母のたとえ、「寒泉」も食物の成長を妨げ、枯らしてしまう冷水とし、これも夫の妻に対する無慈悲な仕打ちをいうとする。また、目加田誠は伝統的な解釈に反対し、母の慈愛を思い、それに報い得ぬ自分を責める悲しい歌であり、ただ親思う子の純情うるわしい歌であるとする。加納喜光の訳もこれに近く、出来の悪い子らを苦労して育てる母の慈愛の詩であるとする。一方、赤塚忠は、春情に惹かれ出ようとする娘たちとこれを取り押さえようとする母との関係を揶揄する作品であるとする

## 受容

### 先秦時代

#### 孔子と『詩経』
『詩経』は非常に古くから重視された古典の一つで、孔子の言行録である『論語』には『詩経』を学ぶことの重要性を説く段が数多くある。たとえば、孔子が自分の子供に「詩を勉強しなければものが言えないぞ」（『論語』季氏篇）と言った例や、道徳的興奮の出発点となるものとして『詩経』を挙げる例がある（『論語』為政篇）。孔子の頃には、『詩経』は『書経』とともに権威をもって通行しており、学ぶべき教養の一つとされていた。孔子の『詩経』に対する評価は、『詩経』は情性の正しい状態を得たもので、天真爛漫な感情の発露によって作られたものであるというものであった。
また『詩経』は、外交の場面で大きな役割を果たしたことが知られる。『春秋左氏伝』には、65条の賦詩の話が見え、外交使節との間で詩が応酬されている。その際に詩の選択が不適当であったり、相手方の賦詩を理解できなかった場合は、礼を失した行為であるとみなされた。なお、外交の場面で詩が用いられる場合は、もとの詩から一部を切り取って引用し、その表現の範囲だけの言葉の意味で用いられるため、もとの詩からは意味が離れていることがある。これを「断章取義」という。

#### その他
孟子に至ると、『詩経』の引用がその思想や政策論の根拠として用いられる場合が多くなる。例えば、『孟子』滕文公上では、『詩経』小雅・大田「雨我公田、遂及我私」を引用して、古代の井田制の実証として示している。ほか、『爾雅』釈訓篇はほとんどが『詩経』の解釈のための訓詁が挙げられており、『毛詩』と共通するものも多い。

### 漢代

#### 詩序
『毛詩』には「詩序」が附されており、これは『詩経』全体に対する序文である「大序」と、詩の各篇に対する序である「小序」の二種類に分かれる。「詩序」の作者は不明であるが、漢代の儒家思想を反映する。
「大序」は古代中国における「詩」観を総論したもので、冒頭は以下のような書き出しから始まっている。
一方「小序」は、それぞれの詩を特定の人物や歴史的事件と結び付け、それに毀誉褒貶を与えるものとして解釈したものである。一例として、邶風「柏舟」の小序が以下である。

#### 毛伝
毛伝の制作者は、伝統的には先秦の毛亨（大毛公）・前漢の毛萇（小毛公）とされるが、その訓詁を多用する形式から漢代に作られたものではないかと考えられている。毛伝では、『周礼』『儀礼』『春秋左氏伝』『国語』のほか、『易経』『荀子』『孟子』といったさまざまな古書を引用しながら注釈が附されている。

#### 鄭箋
詩序・毛伝に対して再注釈を加えたのが、後漢末期の学者の鄭玄である。鄭玄は当初は「三家詩」を用いていたが、のちに『毛詩』を知るとこれを用いるようになった。鄭玄の解釈は、必ずしも毛伝とは一致せず、鄭玄の礼学を詩の解釈に導入していることが特徴である。
毛伝・詩序・鄭箋といった古注の解釈法は、詩の内容を歴史的事実・人物と結び付け、その毀誉褒貶につなげるものであり、儒教主義・道徳主義的な観点が濃厚に反映されたものであった。

### 魏晋南北朝時代 - 唐代
魏晋時代に王粛も『詩経』の注釈を作り、南北朝時代には北朝では「鄭箋」をもとに『詩経』が読まれ、南朝では「王粛注」をもとに『詩経』が読まれる傾向にあった。唐代に入ると、統治政策上から経書の解釈の統一が必要となり、『五経正義』が作られた。その一つである『毛詩正義』では、「毛伝」と「鄭箋」に沿って解釈が施され、欽定の解釈として大きな地位を占めた。これ以後、科挙を受けるものはこの解釈に拠ることが要求され、その解釈は絶対的なものとして受容されるようになった

### 宋代
従来の解釈はいずれも「毛伝」と「鄭箋」、特に「詩序」（大序・小序）に依拠したものであったが、徐々に「詩序」の解釈に対して疑問が持たれるようになった。その端緒を開いたのは欧陽脩『詩本義』で、詩序に対して批判的な態度を示した。この発想は、鄭樵・王質などを経て、南宋の朱熹『詩集伝』に至って大成した。
朱熹は、詩序は後漢の衛宏によって作られたもので、詩の本来の意味を歪曲していると考えた。そこで朱熹は、詩序が詩と人物や歴史的事件と結び付けて理解することを批判し、それぞれの詩の作成時期は本来特定しがたいものであるとした。また、詩序が道徳的な毀誉褒貶を読み込むことにも反対し、詩は作者の感情がそのまま現れたものであり、その読者の側がその善なるものには従い、不善なるものは反面教師とすることを求めた。そして朱熹は、自身の『詩経』解釈を記した『詩集伝』において、詩序を一切捨てた新たな解釈を施した。結果として朱熹の解釈は、男女の情を憚らずに歌った淫奔の詩を認めるなど、従来の「詩序」の解釈を破り、より素直な人間の感情の発露、自然の情を認めることが増えた。ただし、朱熹の解釈も儒教的価値観の外側に出るものではない。その後、朱子学が流行すると、『詩集伝』の解釈が権威を持つようになった。
ほか、宋の厳粲、明の何楷らは『詩経』に独特な解釈を施したことで知られている。

### 清代

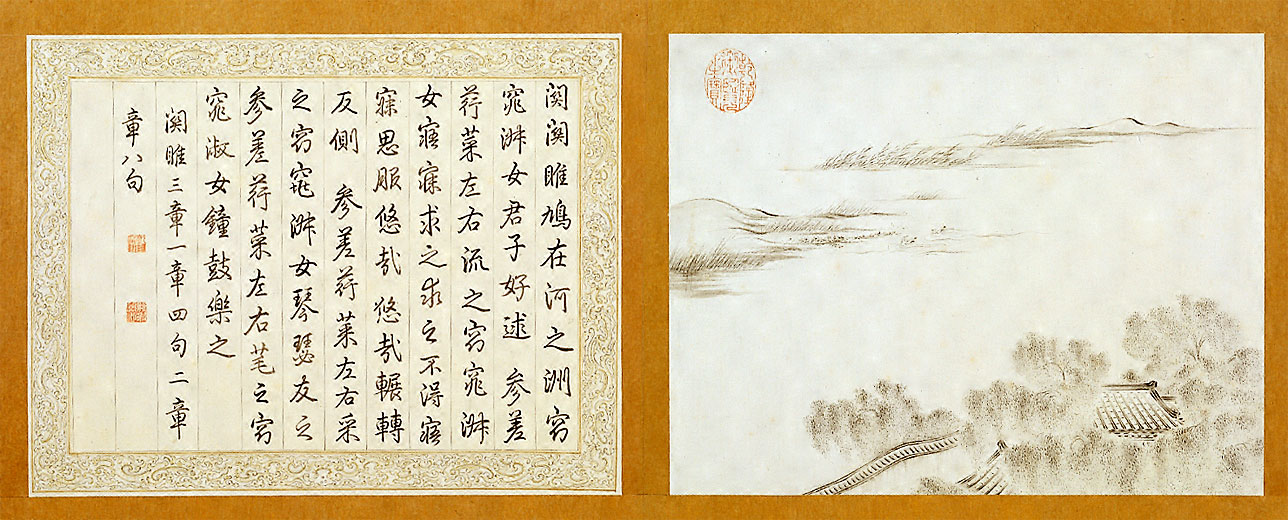
『御筆詩経図』と呼ばれる作品で、乾隆帝によって肉筆で『詩経』が書写され、右には南宋の画家である馬和之の画が模写されている。

清朝考証学の時代に入ると、古典の文字の研究を通して『詩経』研究も進展を迎えた。特に『詩経』の押韻字を用いて音韻学の研究が進歩し、顧炎武・江永・戴震・段玉裁・孔広森らによって『詩経』の押韻の姿が明らかにされた。
朱熹の解釈を徹底的に批判した学者として、清代初期の姚際恒が挙げられる。彼は『詩経通論』を著し、朱熹の「詩序」批判が不徹底であるとして批判した上で、朱子学の理念と『詩経』は別物であると指摘した。彼の立場は従来の注釈から離れ、一つの詩を虚心に読んで真の解釈を引き出そうとするものであり、この立場は清末の方玉潤『詩経原始』に引き継がれた。
清代、『詩経』専門の研究書を残した学者としては王船山・陳啓源・胡承珙・馬瑞辰・陳奐らがいる。特に著名なのは陳啓源『毛詩稽古篇』、胡承珙『毛詩後箋』、馬端辰『毛詩伝箋集解』で、これらは基本的に毛伝・鄭箋に従いながら、両者の異同を考察し、正しい訓詁を求めて研究を進めたものである。ほか、「三家詩」の輯佚を行った研究書として王先謙『詩三家義集疏』もある。

### 名物学との関係

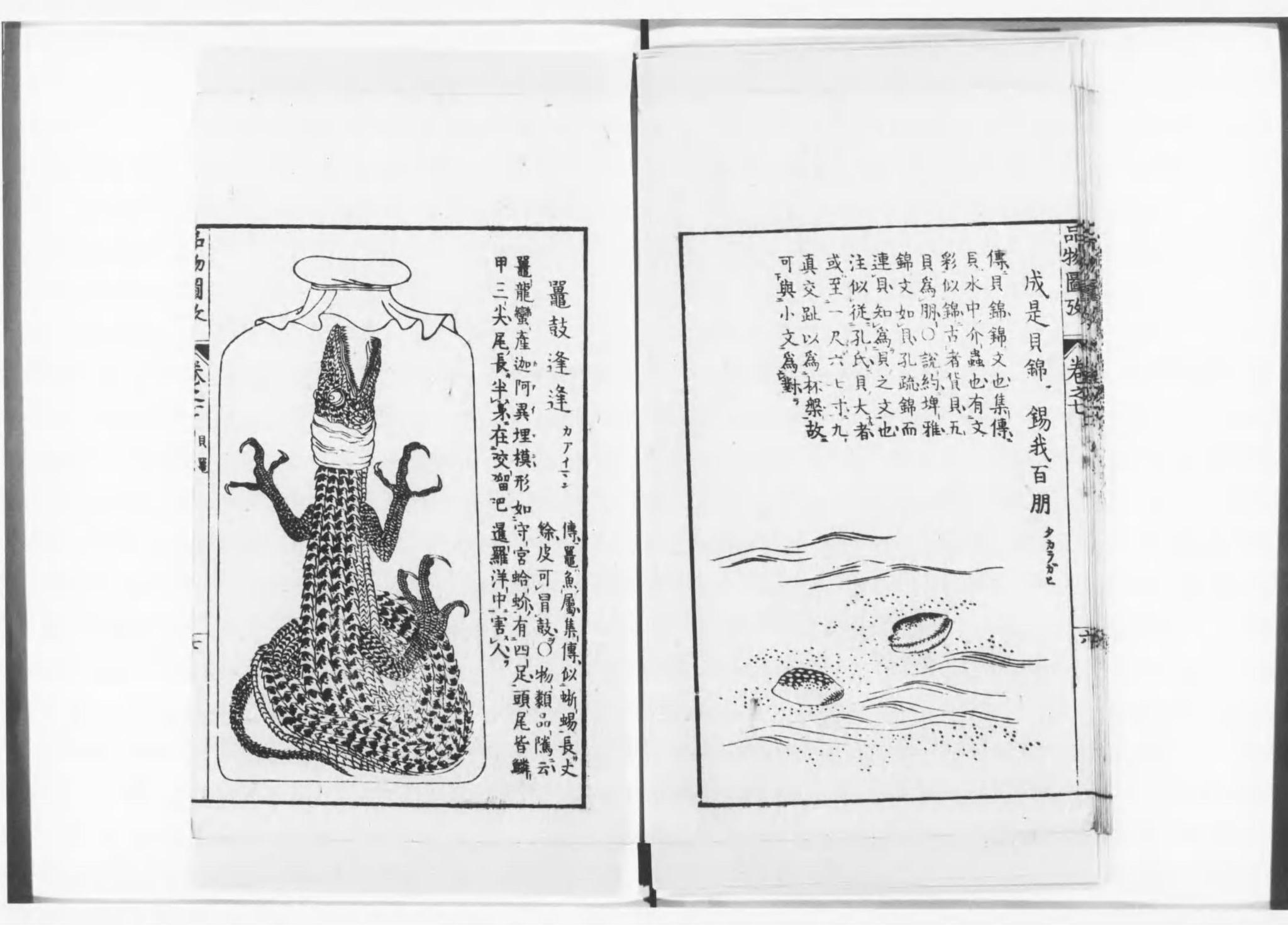
岡元鳳『毛詩品物図攷』

『詩経』の研究は、博物学に近い学問である「名物学」の発展を促した。これは『詩経』には動植物の名前が多く読み込まれているため、『詩経』を学ぶことでその知識を得ることができるとされていたためである。このことは孔子がすでに強調しており、『論語』で『詩経』を学ぶ効用を説く際に、動物・植物の知識を多く得ることができると述べている。
『詩経』を通しての名物学の研究は、三国呉の陸璣『毛詩草木鳥獣虫魚疏』（通称『陸疏』）によって開かれた。その後、宋の蔡卞『毛詩名物解』は『詩経』の名物を取って11門に分類して解釈した。元の許謙『詩集伝名物抄』は『詩経』の順序に従い、その中の名物に関する旧説を整理するとともに自説を示した。清代に入ると、陳大章『詩伝名物集覧』や顧棟高『毛詩類釈』など多くの研究が生まれた。
江戸時代日本でも詩経名物学は盛んになり、『陸疏』等の和刻本が出版されるとともに、稲生若水・江村如圭・小野蘭山・茅原定らが研究を進めた。特に岡元鳳『毛詩品物図考』は、シーボルトの蒐書目録に含まれたり清末中国でも出版されたりした。

## 中国外への影響

### 日本

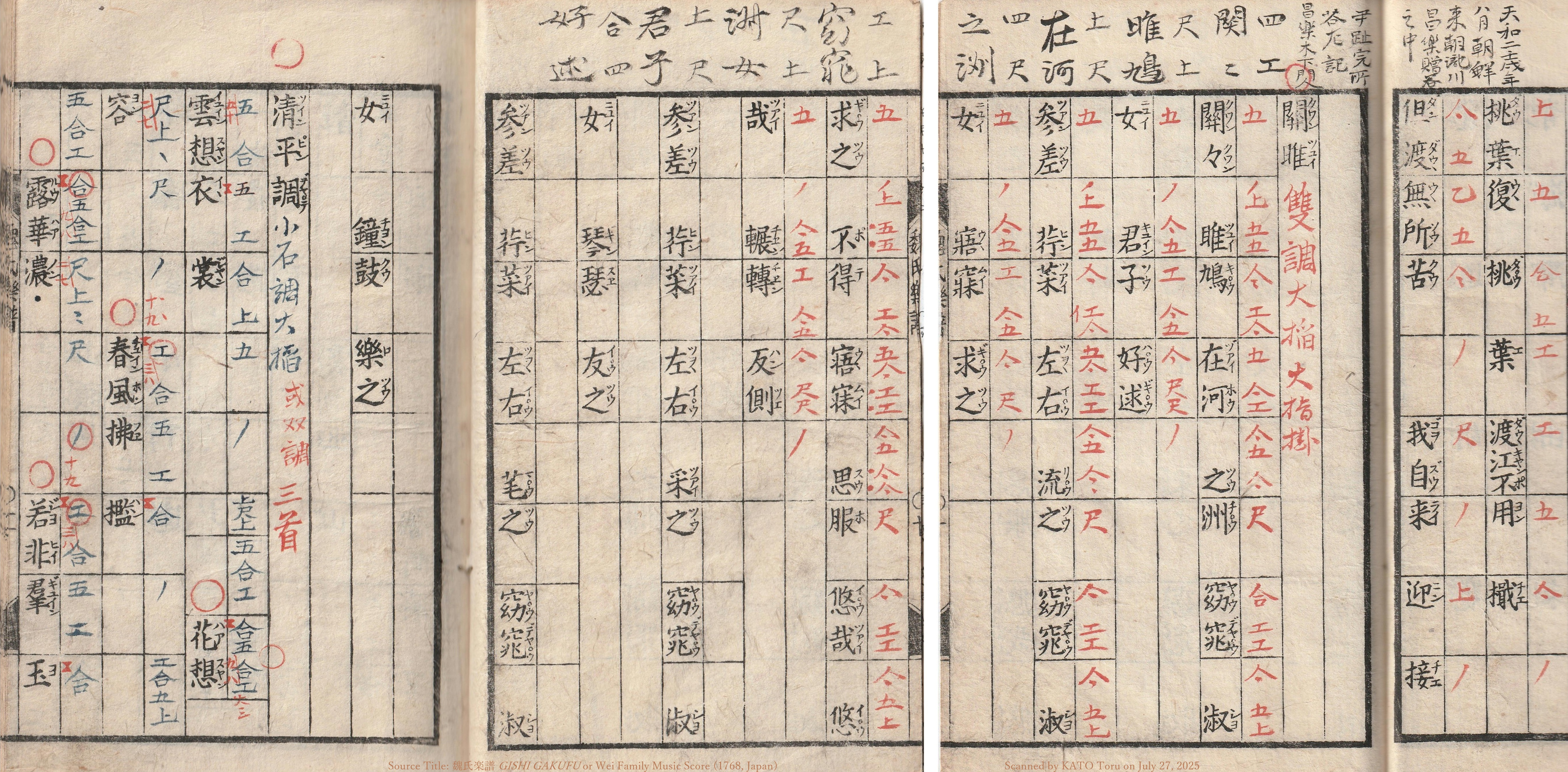
『詩経』「関雎」（かんしょ）の明楽の楽譜。『魏氏楽譜』(1780年刊)より

『詩経』が日本に伝播したのは奈良時代を下らず、すでに『懐風藻』には『詩経』の影響が見られる。また、『古今和歌集』の序文である真名序と仮名序には、「和歌有六義」あるいは「そもそも歌のさま六つなり、唐のうたにもかくぞあるべき」と『毛詩』大序の「六義」を用いる部分がある。国文学者の小沢正夫は、このうち「真名序」はより『毛詩』大序に近く、これに『文選』序や『毛詩正義』の解釈を加えながら成立したと指摘する一方、「仮名序」では六義の日本化、または六義に対する和歌の実例の当てはめが試みられたと述べている。小沢は合わせて、真名序・仮名序においては「六義」の意味合いに変化が生まれており、従来の政教主義的な文学観が薄められていることを指摘した。
室町時代末期の清原宣賢は、平安中期から明経道の博士を世襲した清原家の一族にあり、経書の研究を家学としていた。彼の学生に対する講義録である『毛詩抄』は、毛伝・鄭箋を解釈するために『毛詩正義』を利用しつつ、朱熹説や劉瑾『詩傳通釈』、また『五経大全』を用いている。
江戸時代に入ると、『詩経』の研究が盛んになり、中村惕斎・中井履軒・皆川淇園・東條一堂・仁井田好古・亀井昭陽・安井息軒といった学者が著作を残している。

#### 『詩経』に由来する日本語の言葉
『詩経』に用いられた言葉はその後も頻繁に引用され、現代の日本語で慣用句となっている言葉も少なくない。以下にその例を示す。
- 一日三秋 - 後に「一日千秋」に転化し、通用した。
- 殷鑑遠からず - 「殷の国の戒めとなるものは遠いところにはなく、直前の夏の滅亡にある」が原義。
- 偕老同穴 - 夫婦が仲良く生きてともに年老い、やがて同じ墓に葬られること。
- 琴瑟相和す - 楽器の琴と瑟の音が調和すること。転じて、夫婦仲が良いこと。
- 小心翼々 - 慎み深く、細部に気を配ること。
- 切磋琢磨 - 素材を立派な品に作り変えることを指し、学問に心を緩めず励むことを指す。
- 他山の石 - よその山から持ってきたただの石も、それを砥石として自分の玉を磨くことができる、という意味。
- 多士済々 - 優れた人物が多く揃っていること。
- 薄氷を履むが如し - 非常に危険なことの例え。

『詩経』の一句に由来を持つ社名・建築物・作品も日本に多くあり、遷喬館・鳩居堂・有斐閣・六義園・鹿鳴館・静嘉堂文庫・凱風快晴はその例である。富山県高岡市の「高岡」も由来は『詩経』にある。

### 西洋
中国文化のヨーロッパへの紹介が進む中で、『詩経』は聖典であると同時に民衆詩であるとみなされて受容された。初期の言及例は、中国語の辞書の編纂を試みていたニコラ・フレレによるもので、彼は1714年の論文で『詩経』を解説している。19世紀後半になると、啓蒙主義を脱して東洋文化の理解を深めようとする機運の中で、宣教師のジェームズ・レッグが1871年に『詩経』の英語訳を完成させた。この訳をアーサー・ウェイリーは高く評価している。
その後は、1880年にヴィクター・フォン・シュトラウスがドイツ語訳を作り、さらに1896年にセラファン・クヴルールがフランス語訳を作った。その後も、アーサー・ウェイリーやベルンハルド・カールグレンによって翻訳が作られている。

## 近年の研究
伝統的解釈から離れた新しい『詩経』研究は、フランスの社会学者のマルセル・グラネ、中国の古史辨派や文人の聞一多、日本の中国文学者の松本雅明・白川静・目加田誠らによって推し進められた。
マルセル・グラネは、社会学的アプローチから『詩経』の研究を進め、『中国古代の祭祀と歌謡』を著した。グラネーは『詩経』を古代の祭礼や舞踏において即興的に歌われた文学として捉え、『詩経』の詩を田園的主題を持つもの、村落の恋愛詩、山川の歌謡に分けて論じた。聞一多は、民俗学的なアプローチを取って『詩経新義』『詩経通義』を著した。これらは『詩経』全体の研究には及んでいないが、『詩経』を民謡として捉え、その表現法を鋭く分析した。
また、古史辨派の勃興により、疑古の精神のもとに、顧頡剛・銭玄同・胡適らによって『詩経』の新たな研究が推し進められた。特に胡適は、1925年に今後の『詩経』の研究方法の基本として「聖人の手にかかる経典とはみなさず、神聖化しない」「古代歌謡集として、社会史・政治史・文化史の材料とみなす」「孔子は『詩経』の編纂は行っていない」「『詩経』は一人が編纂したものではなく、一人が作ったものでもなく、また一時代で創られたものでもない。作品間には六百～七百年ほどの時代の隔たりがある」といった方針を掲げた。
松本雅明の『詩経諸篇の成立に関する研究』は、「興」に着目して『詩経』の詩の成立年代を考察し、国風の古いものは西周後期、雅・頌の大部分は東周の詩であり、そこに村落の舞踏詩から貴族の饗宴歌への移行を見て取った。同時期に発表された白川静の『稿本詩経研究』は、古代歌謡は呪術行為から誕生したものであるとし、『万葉集』との比較を通して民俗学的なアプローチから『詩経』の研究を進めた。また、目加田誠は、自身の研究が中国古代歌謡集として『詩経』を読み、儒教から離れた純粋な歌謡文学として『詩経』を扱う最初のものであると述べている。
二松学舎大学教授の家井真は、過去の研究が『詩経』に先行する（または同時代の）資料である金文資料があまり活用されていないことを批判し、ときおり韻文が見られる周代青銅器の銘文との比較を通して『詩経』の研究に当たった。
ただし、このような現代の新たな観点から『詩経』の原義に迫る研究は、伝統的な『詩経』解釈を踏まえて作られている古人の詩を読解する場合には参考にできないということには注意が必要である。